# American Express
«Аме́рикан Экспре́сс Ко́мпани» (American Express, AmEx) — американская финансовая компания. Известными продуктами компании являются кредитные карты, платежные карты и дорожные чеки. Штаб-квартира компании находится в Нью-Йорке. Входит в двадцатку крупнейших банков США. Около трети выручки приходится на зарубежные операции.
В списке крупнейших публичных компаний мира Forbes Global 2000 за 2023 год American Express заняла 63-е место.

## История
Компания была основана 18 марта 1850 года в Нью-Йорке объединением транспортных компаний Генри Уэллса (англ. Henry Wells), Уильяма Фарго (англ. William G. Fargo) и Джона Баттерфилда (англ. John Warren Butterfield), которые занималась перевозкой товаров из портовых городов Нью-Йорка и Буффало вглубь страны. У компании было 900 офисов в 10 штатах. Двумя годами позднее те же Уэллс и Фарго в Калифорнии основали Wells Fargo & Company, некоторая связь между этими компаниями сохраняется и по сей день. В 1868 году эта компания объединилась со своим основным конкурентом, Merchants Union, под названием American Merchants Union Express Co., в 1873 году название было сокращено до American Express Company. Компанию до самой своей смерти в 1881 году возглавлял Уильям Фарго, затем его сменил младший брат Джеймс Фарго (James Congdell Fargo, 1829—1915). В 1891 году компания начала выпускать дорожные чеки. В 1895 году в Париже было открыто первое европейское отделение, отделение в Великобритании было открыто в 1896 году, в Германии — в 1898 году. В начале XX века были открыты отделения в Аргентине, Бразилии, Китае, Японии, Египте и Индии. В 1915 году компания открыла подразделение финансовых услуг совершающим поездки, на чём American Express пришлось полностью сконцентрироваться после 1918 года, когда все агентства доставки товаров были национализированы и объединены в Railway Express Agency. В 1919 году была создана компания The American Express Co. для осуществления международных банковских операций.
Первая платёжная карта American Express появилась в 1958 году. В 1960-е и 80-е годы сфера деятельности American Express расширилась за счёт поглощения компаний из смежных отраслей. В 1968 году была куплена страховая компания Fireman’s Fund Insurance Company (отделена в 1985 году), в 1981 году была поглощена крупная брокерская контора Shearson Loeb Rhoades Inc. (продана в 1993 году), в 1984 году — Investors Diversified Services, Inc., концерн, который занимался страхованием, взаимными фондами и финансовыми консультациями (отделён в 2005 году в компанию Ameriprise Financial, Inc.). С 1984 по 1994 год в состав American Express входил инвестиционный банк Lehman Brothers. В 2008 году британскому банку Standard Chartered было продано международное банковское подразделение American Express Bank Ltd. Также компания занималась издательским делом, выпуская такие журналы, как Travel+Leisure и Food & Wine (они были проданы Time Inc. в 2013 году).
В марте 2022 года American Express приостановила работу в России и Белоруссии. В мае 2024 года ООО "Америкэн Экспресс Банк" получило разрешение на добровольную ликвидацию. Компания добровольно сдала лицензию, и 13 августа ЦБ аннулировал её.

## Руководство
Стивен Сквери (англ. Stephen Squeri) — председатель правления и генеральный директор с февраля 2018 года, в компании с 1985 года.

## Акционеры
Обычные акции компании торгуются на Нью-Йоркской фондовой бирже. Это одна из 30 компаний, которые включают в Промышленный индекс Доу Джонса. Компанией American Express было выпущено 900 млн акций, их общая стоимость (рыночная капитализация компании) на апрель 2017 года составляла $70 млрд. 84 % акций принадлежат институциональным инвесторам, крупнейшими из которых являются:
- Berkshire Hathaway, Inc. — 16,8 %;
- The Vanguard Group, Inc. — 5,4 %;
- State Street Corporation — 4,4 %;
- Dodge & Cox — 3,2 %;
- BlackRock Institutional Trust Company, N.A. — 2,3 %;
- MFS Investment Management K.K. — 2,0 %;
- Barrow Hanley Mewhinney & Strauss LLC — 1,9 %;
- First Eagle Investment Management, LLC — 1,8 %;
- Wellington Management Group LLP — 1,6 %;
- Davis Selected Advisers — 1,3 %;
- T. Rowe Price Associates, Inc. — 1,3 %;
- Invesco Advisers, Inc. — 1,2 %;
- Fisher Asset Management, LLC — 1,2 %;
- BlackRock Fund Advisors — 1,2 %;
- Northern Trust Investments, N.A. — 1,1 %[10][11].

## Деятельность
American Express Company состоит из следующих подразделений:
- Global Consumer Services Group — осуществляет выпуск потребительских карт; выручка в 2020 году составила $21,3 млрд, чистая прибыль — $2,7 млрд, активы — $61,6 млрд.
- Global Commercial Services — выпускает корпоративные карты и предоставляет коммерческие финансовые услуги; выручка в 2020 году составила $10,6 млрд, чистая прибыль — $0,7 млрд, активы — $42,1 млрд.
- Global Merchant & Network Services — осуществление транзакций; выручка в 2020 году составила $4,7 млрд, чистая прибыль — $1 млрд, активы — $14,3 млрд[2].

Более половины выручки компании приходится на учётный доход (Discount revenue), 20,4 млрд из 36,1 млрд выручки в 2020 году, 8 млрд составляет чистый процентный доход, 4,7 млрд — плата за пользование кредитными картами,
В 2008 году мировым лидером по продаже дорожных чеков American Express (свыше $1 млрд) стал Сбербанк России.
Количество транзакций по картам American Express в торгово-сервисной сети в 2014 году составило 6,5 млрд, или 3 % от всех операций по банковским картам в мире. На конец 2020 года было около 112 млн действующих карт American Express (из них 53,8 млн в США), размер кредита по ним составлял $73,4 млрд (64,2 млрд в США).
|                     | 2002…  | 2007…  | 2012  | 2013  | 2014  | 2015  | 2016  | 2017  | 2018  | 2019  | 2020  | 2021  | 2022  |
| ------------------- | ------ | ------ | ----- | ----- | ----- | ----- | ----- | ----- | ----- | ----- | ----- | ----- | ----- |
| Выручка             | 18,08… | 27,46… | 31,46 | 32,87 | 34,19 | 32,82 | 32,12 | 36,88 | 40,34 | 43,56 | 36,09 | 42,84 | 54,39 |
| Чистая прибыль      | 2,671… | 4,012… | 4,482 | 5,359 | 5,885 | 5,163 | 5,408 | 2,748 | 6,921 | 6,759 | 3,135 | 8,060 | 7,514 |
| Активы              | 158,3… | 151,2… | 153,1 | 153,4 | 159,1 | 161,2 | 158,9 | 181,2 | 188,6 | 198,3 | 191,4 | 188,5 | 228,4 |
| Собственный капитал | 13,86… | 11,03… | 18,89 | 19,50 | 20,67 | 20,67 | 20,50 | 18,26 | 22,29 | 23,07 | 22,98 | 22,18 | 24,71 |

## Корпоративная культура
В 2013 году American Express заняла 51 место в рейтинге 100 лучших работодателей, который каждый год публикует Fortune.
Текучесть кадров — 8 %, сотрудники имеют возможность пользоваться корпоративным фитнес-центром, компания также оплачивает членство в фитнес-клубе. У них есть возможность работать удаленно и сокращенную неделю (пятница становится выходным за счет увеличения рабочего времени в остальные дни недели). American Express проводит политику устранения дискриминации в том числе и в отношении лиц нетрадиционной сексуальной ориентации.
В компании существует институт омбудсменов. К омбудсмену на условиях конфиденциальности может обратиться любой сотрудник. Омбудсмены помогают понять, к кому лучше обратиться с возникшей проблемой, какие каналы использовать для её решения, они могут рассказать о проблеме руководителю, не называя обратившегося сотрудника и т. д.

## Благотворительность
American Express является одной из компаний-обеспечителей Американского института предпринимательства.